# Oxymacaria fusca
Oxymacaria fusca är en fjärilsart som beskrevs av W. Warren 1896. Oxymacaria fusca ingår i släktet Oxymacaria och familjen mätare. Inga underarter finns listade i Catalogue of Life.